# 北大街 (西安)
北大街是西安的一条街道，是从钟楼辐射出的东、西、南、北四条大街之一。

## 历史
北大街曾在二十世纪九十年代进行了拓宽改造。

## 交通
西安地铁2号线与西安地铁1号线的北大街站是西安地铁首个启用的换乘车站。北大街上有大量的公交线路经过。

## 著名地点

### 古迹
- 钟楼邮局
- 人民剧院

### 已拆除
- 北大街商场[2]